# Ergasilus elongatus
Ergasilus elongatus is een eenoogkreeftjessoort uit de familie van de Ergasilidae. De wetenschappelijke naam van de soort is voor het eerst geldig gepubliceerd in 1916 door Wilson C.B..